# نادي براونشفايغ لكرة السلة
نادي براونشفايغ لكرة السلة (بالألمانية: SG Braunschweig) هو فريق كرة سلة ألماني تأسس في سنة 1978 يقع مقره في براونشفايغ و يلعب في دوري الدرجة الثانية.

## أبرز اللاعبين
من أبرز اللاعبين الذين لعبوا معه:
- دانيال ثيس
- دينيس شرودر
- روبن سميولديرس
- سكوتر باري
- ستيفن أريجبابو